# Українці Польщі
Українці Польщі (пол. Ukraińcy w Polsce) — національна меншина етнічних українців, що проживають в Польщі. Згідно з даними перепису населення 2002 року, понад 27 тисяч польських громадян визнають себе українцями. Реальна чисельність автохтонного населення оцінюється у 150—300 тис. українців. За даними Об'єднання українців у Польщі, кількість українців становить 250—500 тис. Станом на 2018 рік, на території Польщі перебуває більше 2 млн українських заробітчан та мігрантів, що наданий момент становить близько 7 % від усього населення Польщі. Також проживають українці з польським корінням.
Регіоном компактного проживання меншини є Вармінсько-Мазурське воєводство та великі міста, такі як Варшава (5-10 тис. українців), Краків (3 тис.) та інші. Предки українців споконвіку проживали в історичних краях Бойківщини, Лемківщини, Підляшші, Холмщині, Надсянні — сучасні півіденні та східні терени Підкарпатського, Люблінського, Підляського та Малопольського воєводств. Значну частину українського населення було виселено до України в 1944—1946 роках відповідно до договору про обмін населенням між СРСР і ПНР. У 1947 році за рішенням польського уряду була проведена операція «Вісла» — примусове переселення українців з південно-східних земель в глиб Польщі: на північні та північно-західні землі. Акція мотивувалася тим, що українське населення становило для загонів УПА велику матеріальну і людську базу, що ускладнювало їхню ліквідацію. Основна маса українського населення ще й досі живе розсіяно на західних і особливо північних територіях — у Вармінсько-Мазурському, Західнопоморському та інших воєводствах.

## Історія українців Польщі

### У міжвоєнній Польщі (1918—1939)

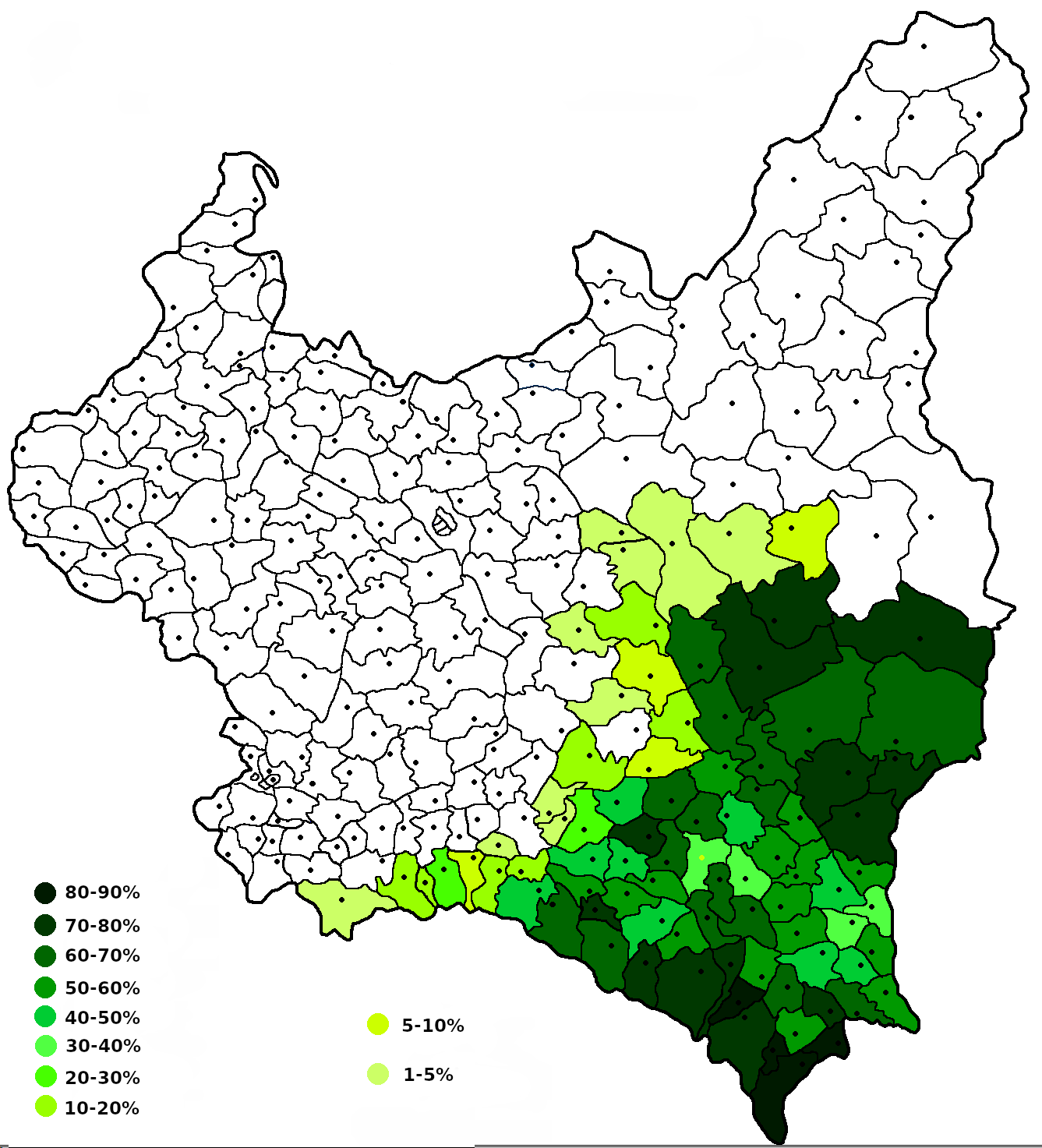
Українці у міжвоєнній Польщі за даними перепису 1921 року

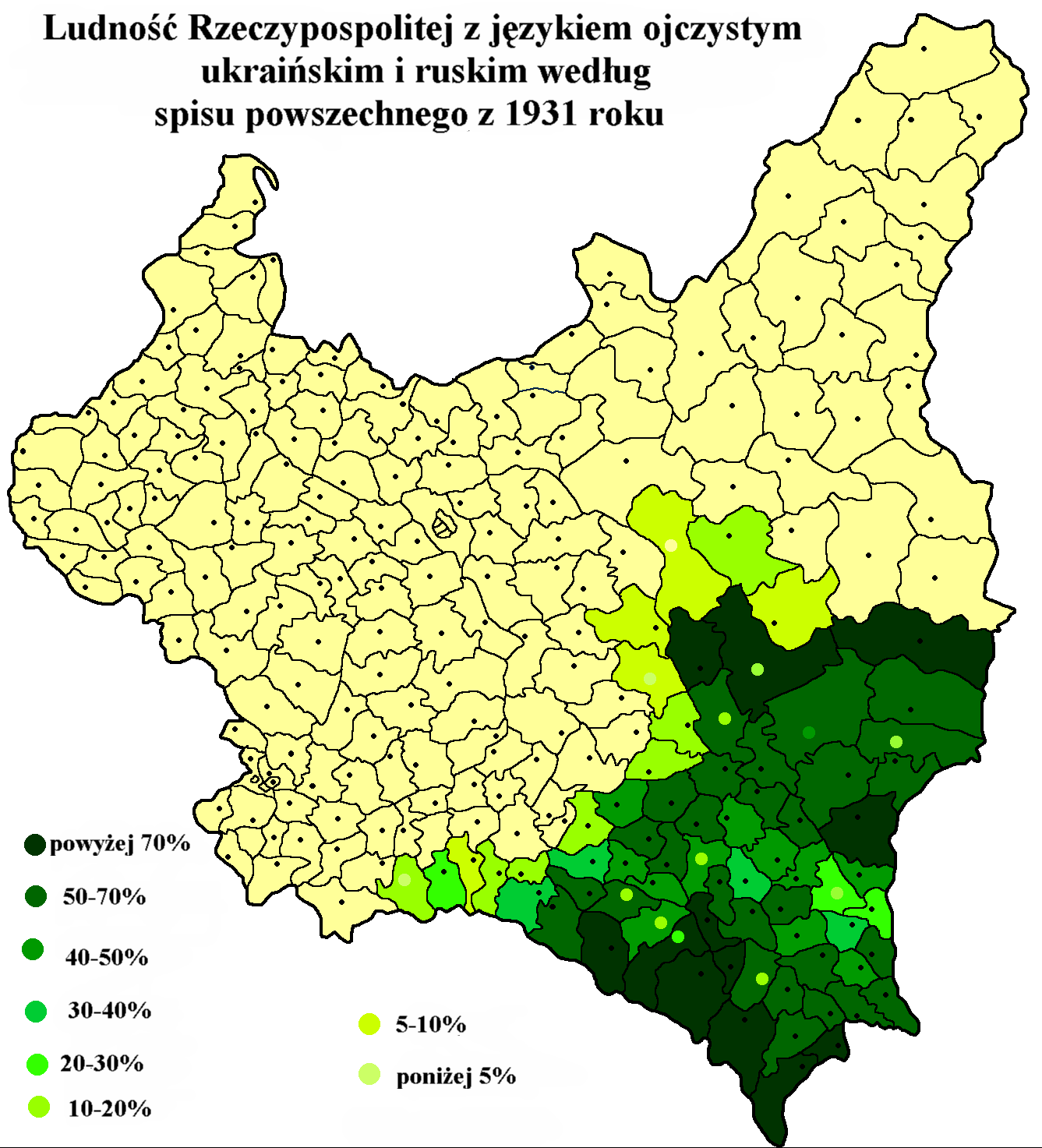
Поширення української мови у міжвоєнній Польщі за даними перепису 1931 року

Внаслідок польсько-української війни 1918—1919 років і польсько-радянської війни 1918—1920 років значна частина західних українських етнічніх земель (Галичина, Волинь, Полісся, Холмщина, Підляшшя) були окуповані Польщею. За офіційним переписом населення 1921 року, у міжвоєнній Польщі проживало 3 898 428 українців (15,17 % усього населення республіки). Як зазначав Володимир Кубійович, кількість українців під час перепису була занижена, водночас дані за релігією вірніше відповідали дійсності.
Відповідно до перепису населення Польщі 1931 року, у республіці налічувалося 4 441 622 особи, які вказали рідною мовою українську (13,92 % усього населення Польщі). З метою спольщення українців і заниження реальної кількості українського населення, польська влада зробила низку заходів з фальсифікації результатів перепису. Зокрема українців було розділено на декілька регіональних груп: було введено дві графи для позначення української мови — власне «українська мова» (3 221 975 осіб) та «руська мова» (1 219 647 осіб), а на Поліссі окремо виділено групу «тутейших» (707 088 осіб), до якої зарахували більшість українського та білоруського населення цього краю. Частину греко-католицьких і православних українців було записано поляками (насамперед, у Галичині й на Холмщині). За підрахунками Володимира Кубійовича, реальна кількість українців у Західній Україні в 1931 році мусила становити 5 902 000 осіб (18,44 %), з яких 3,2 млн у переписі зазначені як українськомовні, 1,1 млн як мовці «русинської», близько 840 тис. як полякомовні, близько 580 тис. як мовці «тутейшої», до 100 тис. як білоруськомовні та російськомовні. З цих 5,9 млн, у Галичині проживало 3,488 млн українців (64,2 %), на Волині — 1,445 млн (69,2 %), на Поліссі — 708 тис. (76,6 %), на Холмщині та Підляшші — 261 тис. (34,6 %).

### У комуністичній Польщі (1944—1989)
Відповідно до договору про радянсько-польський кордон 1945 року, у складі Польщі залишилися українські етнічні терени на західному і північно-західному пограниччі Галичини, уся Холмщина та Підляшшя, а Східна Галичина, Волинь і частина Полісся увійшли до УРСР. 9 вересня 1944 року в Любліні за вказівкою вищого радянського керівництва було укладено угоду між Польським комітет національного визволення та урядом УРСР, що передбачала польсько-український обмін населенням. Попри те, що в тексті угоди йдеться про добровільну евакуацію населення, більшість українців виселяли в примусовий спосіб.
Існують розбіжності в тому скільки саме українців було переселено до УРСР. Згідно з радянською доповідю 12 липня 1946 року, в Україну з Польщі до 5 липня 1946 року було депортовано 482 880 осіб (97 % усіх осіб, які підлягали переселенню). Згідно зі статею Івана Євсєєва 1962 року, з 15 жовтня 1944 по серпень 1946 року було виселено 485 499 осіб. За польськими даними, до кінця 1946 року було депортовано 529 925 осіб. За радянським звітом від 31 жовтня 1946 року, з жовтня 1944 по липень 1946 року з Краківського, Ряшівського та Люблінського воєводств Польщі до Української РСР було переселено 482 109 осіб (з них 459 135 українців), ще 5894 українців виселено до Білоруської РСР, у Польщі залишилося 14 325 українців та невстановлена кількість членів українсько-польських родин. Проте, як стало відомо роком пізніше, реальна кількість українців, яким вдалося уникнути депортації, становила понад 150 тис. осіб.
Вважається, що після припинення евакуації українців у Польщі в липні 1946 року, на території Польщі — історичній Холмщині та Підляшші, Надсянні й Лемківщині — залишилось ще близько 170 тисяч українського населення. Польське керівництво 40-х років XX століття, в яке входили не лише комуністи Владислава Гомулки, соціалісти Ціранкевича, а й національні демократи С. Грабського, було налаштоване на будівництво однонаціональної Польської держави — «Polski jednolitej». Наявність значної української меншини на історико-етнічній східній українській смузі, що залишалася тут після липня 1946 року, перешкоджала такому наміру. Крім цього, та вже дуже розріджена меншина все ж продовжувала залишатись соціальною основою українського збройного підпілля в Польщі, ворогом якого була не лише так звана Польща Людова, а й Радянський Союз.
Щоб усунути українську перешкоду, тодішні польські верхи, безсумнівно, за погодженням з Москвою, вирішили радикально її ліквідувати. Був розроблений план примусової депортації зі застосуванням військової сили українського населення польського східного прикордоння на північний захід — на ті території, які за результатами міжнародного післявоєнного врегулювання відійшли зі складу довоєнної Німеччини до складу післявоєнної Польської держави: вздовж рік Одри (Одера) і Ниси Лужицької (Нейсе) з містами Вроцлав, Зелена Гура, Щецин, Кошалін тощо.
Надалі той план і його реалізація отримали назву акції «Вісла». Його здійснення розпочалося у квітні 1947 року і тривало до літа того ж року. Військові підрозділи оточували поселення, населенню давали наказ упродовж 12—24 годин зібратися до виселення у визначеному місці. Після чого чоловіків, жінок, дітей з майном і пожитками кидали в автомобілі, потім у залізничні вагони і тижнями везли на «Повернені Землі» (пол. Ziemie Odzyskane), там розселяли по дві, найбільше по десять сімей в окремих колишніх німецьких поселеннях, зазвичай, у вороже до українців оточення польських виселенців із західних областей України, які за своє виселення звинувачували не Сталіна чи Гомулку, а українців взагалі.
Розріджене поселення українців серед поляків передбачало їх неминучу асиміляцію, адже ніде не мало бути українських шкіл, лише польські, скрізь — польське соціальне середовище, мова управління, масової інформації тощо.
Попри все, відповідні антиукраїнські настановлення впроваджувались у життя під час проведення переписів населення, а також унаслідок окремого обліку українців і лемків як нібито окремої національної меншини. З огляду на це, перепис 2002 року зареєстрував у Польщі всього 30 957 українців, у тому числі польського громадянства 27 172 особи, та 5863 лемків, у тому числі 5850 польського громадянства.
Українське громадсько-політичне середовище у Польщі оцінює поточні показники про чисельність українців і лемків у Польщі великою мірою фальсифікованими. Формат перепису давав змогу задекларовувати лише одну національну приналежність, що саме по собі викреслювало з українського етносу тих осіб, які належали до мішаних у національному відношенні сімей. Велика маса громадян Польщі — майже 775 тисяч з певних міркувань і обставин взагалі не подали відомостей про свою національну віднесеність.

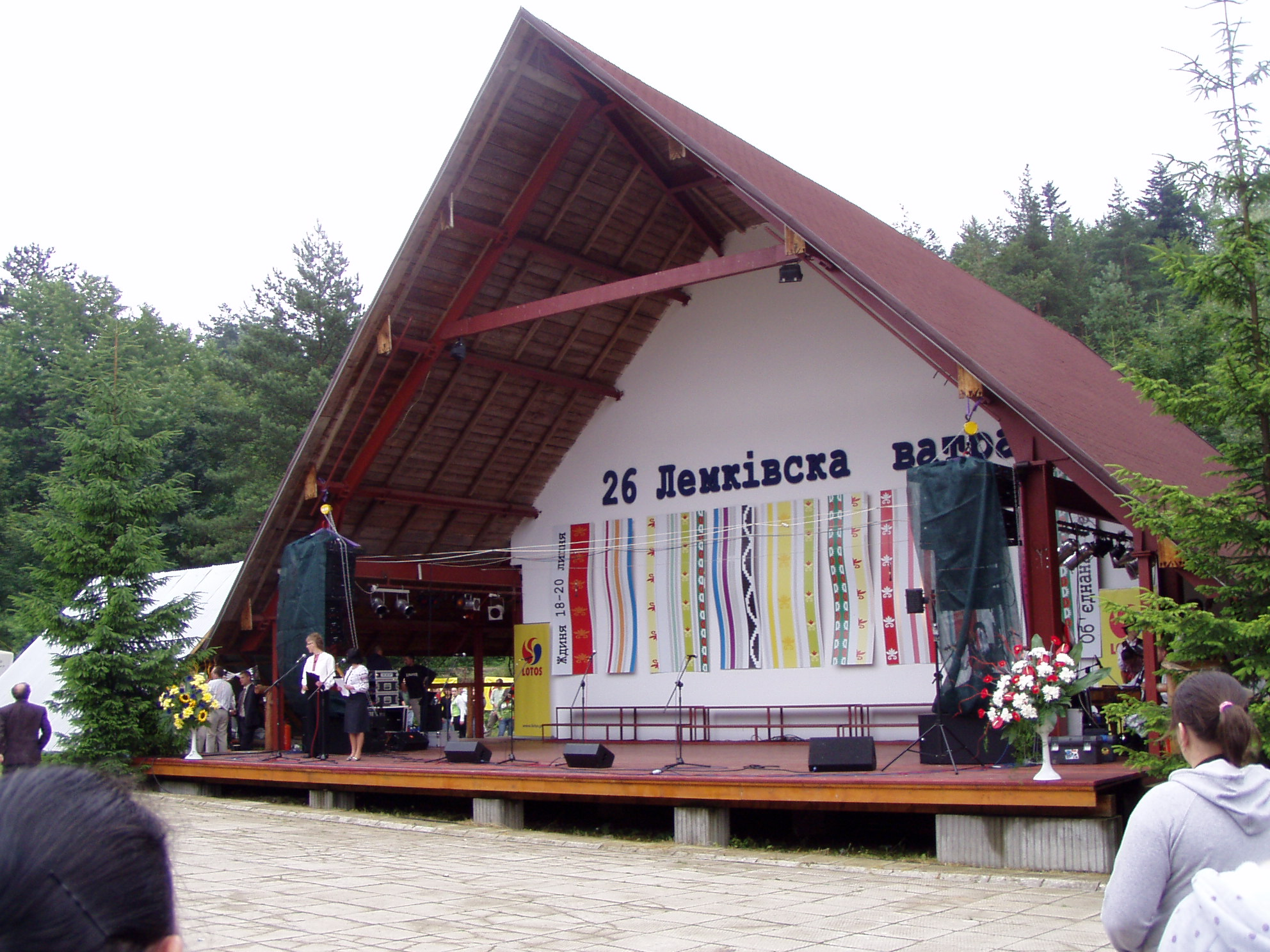
Головна сцена фестивалю «Лемківська ватра».

Українська спільнота в Польщі від 1944 року і до наших днів зазнавала драматичних умов існування, а це об'єктивно призводило до її повільного, але неухильного зникання: до 1946 року — фактично примусове виселення в Українську РСР. Від 1947 року після здійснення операції «Вісла» українців було розпорошено по 90 повітах дев'яти північно-західних воєводств із забороною зміни місця проживання чи повернення з місця свого виселення. Від 1956 року наступило певне режимне послаблення стосовно українців. У зв'язку з цим виникли Українське суспільно-культурне товариство (УСКТ), видавались українські газети «Наше слово». Філіали УСКТ з'явилися у 63 повітах 8 воєводств; у 152 польських школах були створені пункти навчання української мови. Був відкритий Бартошицький український педагогічний ліцей, з'явились десятки українських гуртків художньої самодіяльності. 3 1957 року дано дозвіл для бажаючих українців на повернення у місця попереднього проживання.
У 1960-1988 роках польська етнічна політика вирізнялась певним поверненням до наступу на національні форми культурного життя етнічних меншин, у тому числі й української. Проте УСКТ не зменшувало активності. У 1980 році воно мало 181 відділення, в яких об'єднувалось до 8 тисяч осіб, діяло 15 фольклорних ансамблів, 5 хорів, 4 танцювальні колективи, 18 інструментально-вокальних тощо.

### У демократичній Польщі (з 1989)
Від 1989 року польська державна політика стала не лише офіційно підтримувати українські форми національного життя, а й певною мірою фінансувати їх через Міністерство культури і мистецтва. За цих умов виникли нові товариства: Об'єднання українців Польщі (ОУП), Об'єднання лемків (ОЛ), Стоваришіння лемків, Лемківський круг лемків «Господар» та ін. Активізувались прихильники ідеї окремої лемківської нації, яка неодноразово ініціювалася у польській етнологічній науці як така, що заперечувала приналежність лемківської етнографічної групи до українського народу.
В серпні 1989 року на з'їзді української молоді у Гданську було утворено Спілку української незалежної молоді (СУНМ). Дещо активізували участь у громадському житті українські релігійні структури (православна і греко-католицька), що об'єдналися в Українське християнське братство.
З'їзд УСТ 1990 року реформував Товариство, надавши йому нову назву Об'єднання українців у Польщі (ОУП). Об'єднанням керує обрана на з'їзді Головна рада з 38 осіб, а в період між сесіями останньої — Головна управа з дев'яти осіб. П'ятий з'їзд ОУП, який відбувався в місті Ольштин у 2005 році, зазначав, що в рядах ОУП об'єднується 7500 осіб, що ОУП видає тижневик «Наше слово» накладом 4100 примірників, двомісячний додаток для дітей «Світанок», річний «Український альманах». Багато локальних і професійних об'єднань українців мають статус організацій-прихильників ОУП, у тому числі Об'єднання лемків, яке щорічно організує проведення у Гдині на Лемківщині «Лемківської ватри».
Окрім названих українських об'єднань, від 90-х років виникали різні регіональні та професійні товариства, як, наприклад, Товариство «Руська бурса» у Горлиці, Товариство розвитку Музею лемківської культури в селі Зиндрановій, Український «Народний Дім» у місті Перемишль, загальнопольський молодіжний «Пласт», Спілка юристів, Союз українок, Українське історичне товариство, Союз українців Підляшшя (у 2001 році об'єднував 383 члени), Спілка українців-політв'язнів сталінського періоду, Українське вчительське товариство, Українське лікарське товариство, Українське християнське братство святого Володимира, Товариство підприємців, Товариство імені Б. Лепкого у Кракові та інші.
Важлива роль у національному житті українців Польщі належала церквам: Греко-католицькій церкві візантійського обряду та Польській православній церкві. Перша має дві адміністрації: Перемишльсько-Варшавська архієпархія і Вроцлавсько-Гданська єпархія. Чисельність віруючих Греко-католицької церкви станом на початок 2000 року визначалася у кількості 82 тисяч осіб. Польська автокефальна православна церква об'єднує до 500 тисяч віруючих українців, росіян, білорусів, у тому числі українців — близько 100 тисяч осіб.
Достатньо широка мережа українських шкіл у Польщі. Вони діють у багатьох населених пунктах: У Перемишлі, Лігниці, Білому Борі, Гурові Ілавецькому, Бартошицях та інших. У Варшавському університеті створена кафедра української мови, в Яґеллонському — україністики, Люблінському — української філології, Познанському — російсько-української філології, Ольштинському — української філології тощо.
На початку 2000 року кількість українських художніх ансамблів стала ще більшою і сягає 60 колективів. Це хори «Журавлі», «Полонина», «Проліски», танцювально-пісенні колективи «Кичора», «Ранок», «Бандура», «Родина», «Горпина», «Хутір» та інші.
Кілька українських громадських діячів, зокрема професор Володимир Мокрий із Кракова, публіцист Мирослав Чех із Варшави у 1990-х роках обиралися депутатами Сейму Польщі.
Відносно жваве національне життя українців Підляшшя, яких 1947 року не захопила операція «Вісла» нібито через їх невизначену національну ідентичність. Тут виходить регіональний місячник «Над Бугом і Нарвою», молодіжний журнал «Діалоги», церковні «Благовіст» і «Вісті Польської православної автокефальної церкви».
У Польщі виходить кілька видань у лемківському діалекті, наприклад, «Загорода», «Ватра», «Бесіда». Воєводські центри Гданськ, Люблін, Кошалін, Білосток, Ольштин, Ряшів, Щецин мають українські радіопрограми.
Водночас у Польщі не припинилися різні антиукраїнські починання, зокрема в ділянці історичних інтерпретацій минулого, формування у поляків стереотипу українця як вічного гайдамаки, який завжди прагнув різати поляків, фальсифікації історії українсько-польських стосунків на західноукраїнських землях у роки Другої світової війни. Чимало польських істориків усіляко вихваляють польську національну політику міжвоєнного часу в Західній Україні, вдаючись при цьому до її порівняння зі сталінськими репресіями і голодоморами, на тлі яких вона виглядала ледве не благородною.

### Після 2022
З 2022 по 2024 роки Польща прийняла значну кількість українських біженців через російське вторгнення в Україну. Станом на 2024 рік, приблизно 1,6 мільйона українських біженців перебувають у Польщі, що робить її однією з країн, яка прийняла найбільше українців за цей період. Протягом 2022 року Польща прийняла понад 2 мільйони українців, хоча багато з них згодом переїхали до інших європейських країн або тимчасово поверталися до України. В зв'язку з великою кількістю мігрантів, з’явилася потреба медичної допомоги для біженців, які не знали мови і не орієнтувалися в польській медичній системі. Назустріч цій потребі, українськими і польськими активістами, був створений соціальний проєкт Zdorovo, який досі ефективно поєднує українських лікарів з українськими пацієнтамі в польських медичних установах.

## Релігія
За віросповіданням українці в Польщі, переважно, є католиками (УГКЦ та РКЦ) та православними.

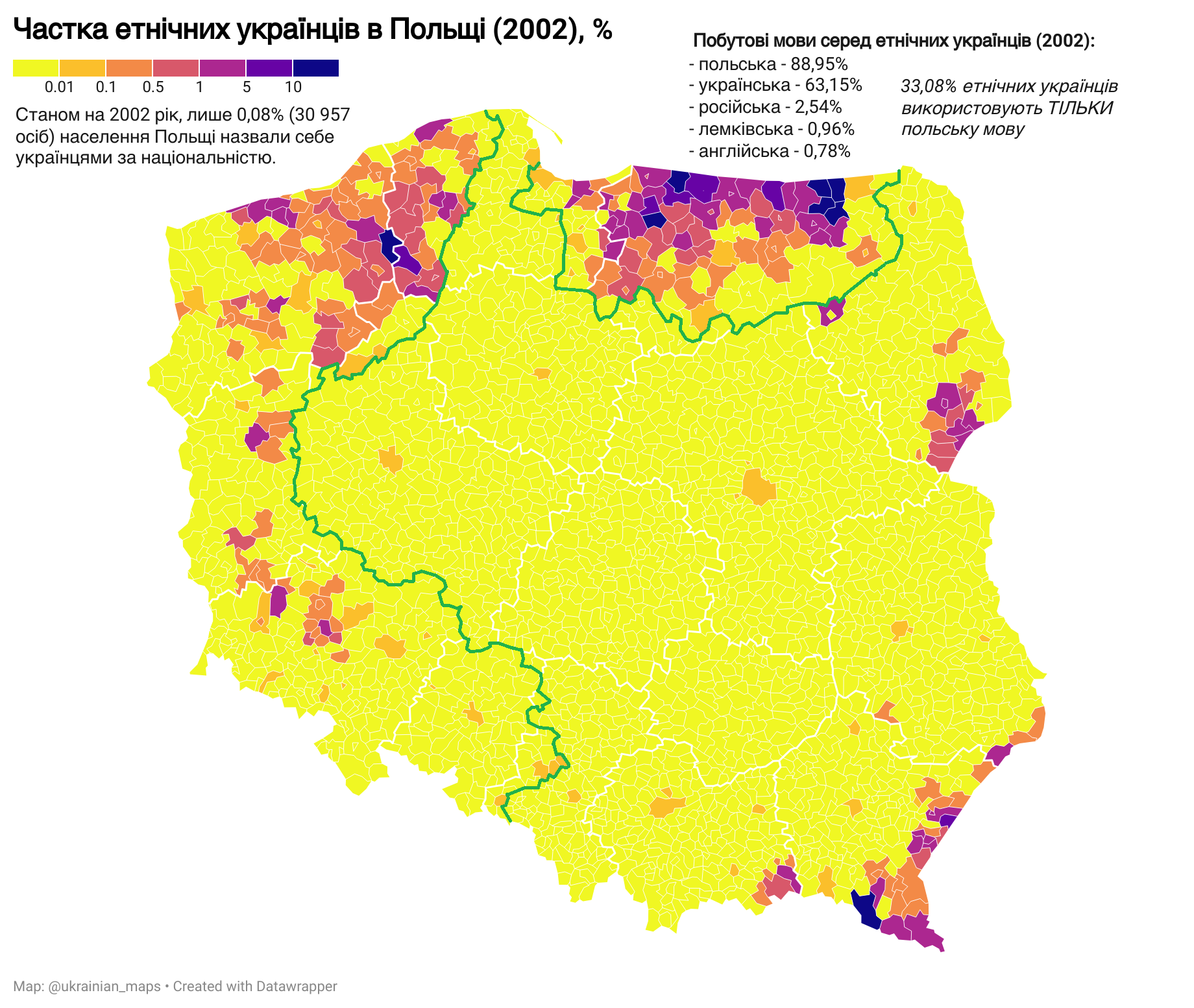
Частка етнічних українців в Польщі (%, 2002)

## Кількість українців та лемків станом на 2002 рік
Згідно з даними останнього перепису населення 2002 року, понад 27 тисяч польських громадян визнають себе українцями. Найбільше українців знаходиться у Вармінсько-Мазурському воєводстві (0,8 %).
Список гмін, де українці становлять понад 5 % загального населення:
| Гміна               | Воєводство           | Осіб | %     |
| ------------------- | -------------------- | ---- | ----- |
| Лельково            | Вармінсько-Мазурське | 576  | 18,46 |
| Бані Мазурські      | Вармінсько-Мазурське | 618  | 14,91 |
| Круклянки           | Вармінсько-Мазурське | 396  | 13,20 |
| Будри               | Вармінсько-Мазурське | 369  | 11,81 |
| м. Гурово-Ілавецьке | Вармінсько-Мазурське | 495  | 10,62 |
| Позездже            | Вармінсько-Мазурське | 381  | 10,61 |
| Білий Бір           | Західнопоморське     | 560  | 10,61 |
| Годково             | Вармінсько-Мазурське | 360  | 10,53 |
| Команча             | Підкарпатське        | 521  | 10,13 |
| Стібно              | Підкарпатське        | 344  | 8,38  |
| Гурово-Ілавецьке    | Вармінсько-Мазурське | 584  | 7,81  |
| Пененжно            | Вармінсько-Мазурське | 531  | 7,59  |
| Жечениця            | Поморське            | 213  | 5,68  |
| Вільчента           | Вармінсько-Мазурське | 170  | 5,26  |
| Барцяни             | Вармінсько-Мазурське | 350  | 5,14  |

Список гмін, де лемки становлять понад 1 % загального населення:
| Гміна          | Воєводство     | Осіб | %     |
| -------------- | -------------- | ---- | ----- |
| Устє Руське    | Малопольське   | 725  | 11,63 |
| Рудна          | Нижньосілезьке | 514  | 7,35  |
| Сенкова        | Малопольске    | 262  | 5,61  |
| Пшемкув        | Нижньосілезьке | 437  | 4,87  |
| Радваніце      | Нижньосілезьке | 157  | 3,68  |
| Руя            | Нижньосілезьке | 88   | 3,28  |
| Громадка       | Нижньосілезьке | 133  | 2,36  |
| Ропа           | Малопольське   | 93   | 1,89  |
| Любін          | Нижньосілезьке | 185  | 1,82  |
| Легницьке Поле | Нижньосілезьке | 67   | 1,35  |
| Кремпна        | Підкарпатське  | 27   | 1,31  |
| Ліпінки        | Малопольське   | 84   | 1,24  |

## Українські громадські організації Польщі
- Об'єднання українців у Польщі (ОУП)
- Союз українців Підляшшя (СУП)
- Союз Українок Еміґранток у Польщі
- Спілка інженерів і техніків українців-емігрантів у Польщі
- Об'єднання лемків (ОЛ)
- Союз українок Польщі
- Організація української молоді Пласт у Польщі
- Союз незалежної української молоді (СНУМ)
- Громадське Телебачення Європи